# Mecklenburgse voetbalbond
De Mecklenburgse voetbalbond (Duits: Mecklenburgischer Fußball-Bund) was een regionale voetbalbond uit de Noord-Duitse regio Mecklenburg. 

## Geschiedenis
Op 11 december 1904 richtten Schweriner FC 1903, FC Vorwärts 1904 Schwerin en FC Elite 1903 Wismar de bond op. In 1905 werd de bond lid van de nieuwe Noord-Duitse voetbalbond, maar bleef zoals de andere bonden verder bestaan tot 1907 toen ze helemaal opgingen in de bond.
In het twee seizoen namen er ook teams uit Rostock deel. 

## Overzicht kampioenen
- Seizoen 1904/05:
  - 1. Klasse: Schweriner FC 1903

- Seizoen 1905/06:
  - 1. Klasse: Rostocker FC 1895
  - 2. Klasse: onbekend

- Seizoen 1906/07:
  - 1. Klasse Gruppe A (Rostock):           Rostocker FC 1895
  - 1. Klasse Gruppe B (Schwerin/Strelitz): Schweriner FC 1903
  - 1. Klasse Bezirksmeister:               Schweriner FC 1903
  - 2. Klasse Gruppe A (Rostock):           Rostocker FC 1895 II
  - 2. Klasse Gruppe B (Schwerin/Strelitz): FC Vorwärts 1904 Schwerin II
  - 2. Klasse Bezirksmeister:               FC Vorwärts 1904 Schwerin II